# Сигуайе (Верхние Альпы)
Сигуайе́ (фр. Sigoyer, окс. Sigoier) — коммуна во Франции, находится в регионе Прованс — Альпы — Лазурный Берег. Департамент коммуны — Верхние Альпы. Входит в состав кантона Таллар. Округ коммуны — Гап.
Код INSEE коммуны — 05168.
Название деревни впервые упоминается в тексте 1121 года (Cigoier) и происходит от германского имени Sigowar.

## Население
Население коммуны на 2008 год составляло 650 человек.
| 1962 | 1968 | 1975 | 1982 | 1990 | 1999 | 2008 |
| ---- | ---- | ---- | ---- | ---- | ---- | ---- |
| 304  | 304  | 245  | 306  | 418  | 583  | 650  |

## Экономика
В 2007 году среди 448 человек в трудоспособном возрасте (15—64 лет) 278 были экономически активными, 170 — неактивными (показатель активности — 62,1 %, в 1999 году было 64,0 %). Из 278 активных работали 261 человек (142 мужчины и 119 женщин), безработных было 17 (8 мужчин и 9 женщин). Среди 170 неактивных 40 человек были учениками или студентами, 55 — пенсионерами, 75 были неактивными по другим причинам.